# Brackenfell
Brackenfell est un faubourg sud-africain située dans la banlieue nord-est de la ville du Cap. 

## Localisation
Brackenfell est une banlieue nord de la ville du Cap située au début de la route des vins. Brackenfell est accessible par la route nationale 1 (N1), par la R300 et par Old Paarl Road et Bottelary Road.
Brackenfell est limitrophe de Kraaifontein (au nord-est), de Kuils River (au sud-ouest) et de Durbanville (au nord-ouest).

## Quartiers
Brackenfell comprend 31 secteurs : Arauna, Brackenfell Industrial, Brackenfell North, Brackenfell South 1, Brackenfell South 2, Bracken Heights, Cape Gate, Chamonix, De Oude Spruit, De Tuin, Edenpark, Ferndale, Hoogstede, Kaapsig, Klaradyn Retirement Village, Kleinbron, Kleinbron Estate, Marlborough Park, Morgenster, Morgenster Hoogte, Okavango Park, Protea Hoogte, Protea Village, Ruwari, Springbokpark
St Kilda, St Michaels, Vredekloof, Vredekloof Glen, Vredekloof Rand et Vredenkloof Heights.

## Démographie
Selon le recensement de 2011, la commune de Brackenfell compte 44 842 résidents, principalement issus de la communauté blanche (79 %). 
Les noirs, population majoritaire en Afrique du Sud, et les coloureds, majoritaires dans la province du Cap-Occidental, représentent respectivement 9,80 % et 9 % des habitants.
Les secteurs de St Michaels et de Brackenfell South 2 sont les seuls quartiers où la population noire est relativement majoritaire (46,28% et 63,20%). Les coloureds sont quant à eux majoritaires dans Brackenfell Industrial et Okavango Park.
La langue maternelle dominante au sein de la population est l'afrikaans (71,06 %) suivi de  l'anglais sud-africain (20,80 %) et du xhosa (3,40 %). 

## Historique
Le quartier a été fondé en 1913 avant d'être une municipalité de 1970 à 1996. 

## Administration
En 1996, la municipalité de Brackenfell a été incorporée dans la municipalité de Oostenberg. 
En 2000, la municipalité de Oostenberg s'est fondue dans la nouvelle métropole du Cap.

## Politique
Les quartiers de Brackenfell se partagent entre le 2e arrondissement (sub council 2) et  le 7e arrondissement du Cap  (sub council 7). Ils se partagent également entre 3 circonscriptions municipales : 
- la circonscription municipale no 6 (Brackenfell Industrial - Everite Industria - Protea Heights - Ruwari - Scottsdene - Wallacedene) dont le conseiller municipal est Simpiwe Nonkeyizana (ANC)[3].
- la circonscription municipale no 8 (Protea Village - Protea Heights - Sonkring - Morgen Gronde - Rouxville - Letru - Soneike I - Soneike II - Sonnekuil - Mabille Park - Marinda Park - Normandie Estate - Springbokpark - Brackenfell Central au sud-est de Old Paarl Road, au nord est de Kuilsriver Freeway, au nord-ouest du chemin de fer et au sud-ouest de Brackenfell Boulevard - Kaapsig - Bottelary Smallholdings 1 - Kuilsriver Golf Course - Brackenfell South - Klaradyn - De Oude Spruit - Annandale - Brandwag - Brantwood au sud-est de Sarepta, sud-ouest de van Riebeeck Street, nord ouest de Joubert, Brantwood Street, Valotta Avenue, nord-est de Railway - Botfontein Smallholdings - Brackengate Business Park - Brackenfell Common - Ferndale - Hoogstede - Edenpark - Bracken Heights - Bottelary Smallholdings 2 - Burgundy) dont le conseiller municipal est Marian Nieuwoudt (DA)[4].
- la circonscription municipale no 102 (Arauna - Brackenfell Central - Brackenfell North - Cape Gate - Chamonix - Kleinbron - Malborough Park - Morgenster - Morgenster Heights - Okavango Park - Peerless Park North - St Michaels - Vredekloof - Vredekloof Glen - Vredekloof Heights - Vredekloofrand - Welgelee - Windsor Estate - Windsor Park) dont le conseiller municipal est Carin Brynard (DA)[5]